# Doğanalan, Mustafakemalpaşa
Doğanalan là một xã thuộc huyện Mustafakemalpaşa, tỉnh Bursa, Thổ Nhĩ Kỳ. Dân số thời điểm năm 2011 là 173 người.